# Odorrana
Genre
Synonymes
- Eburana Dubois, 1992
- Bamburana Fei, Ye, Huang, Jiang & Xie, 2005
- Wurana Li, Lu & Lü, 2006

Odorrana est un genre d'amphibiens de la famille des Ranidae.

## Répartition
Les 57 espèces de ce genre se rencontrent dans l'est de l'Asie.

## Liste d'espèces
Selon Amphibian Species of the World (15 septembre 2015) :
- Odorrana absita (Stuart & Chan-ard, 2005)
- Odorrana amamiensis (Matsui, 1994)
- Odorrana andersonii (Boulenger, 1882)
- Odorrana anlungensis (Liu & Hu, 1973)
- Odorrana aureola Stuart, Chuaynkern, Chan-ard & Inger, 2006
- Odorrana bacboensis (Bain, Lathrop, Murphy, Orlov & Ho, 2003)
- Odorrana banaorum (Bain, Lathrop, Murphy, Orlov & Ho, 2003)
- Odorrana bolavensis (Stuart & Bain, 2005)
- Odorrana cangyuanensis (Yang, 2008)
- Odorrana chapaensis (Bourret, 1937)
- Odorrana chloronota (Günther, 1876)
- Odorrana exiliversabilis Li, Ye & Fei, 2001
- Odorrana fengkaiensis Wang, Lau, Yang, Chen, Liu, Pang & Liu, 2015
- Odorrana geminata Bain, Stuart, Nguyen, Che & Rao, 2009
- Odorrana gigatympana (Orlov, Ananjeva & Ho, 2006)
- Odorrana grahami (Boulenger, 1917)
- Odorrana graminea (Boulenger, 1900)
- Odorrana hainanensis Fei, Ye & Li, 2001
- Odorrana hejiangensis (Deng & Yu, 1992)
- Odorrana hosii (Boulenger, 1891)
- Odorrana huanggangensis Chen, Zhou & Zheng, 2010
- Odorrana indeprensa (Bain & Stuart, 2006)
- Odorrana ishikawae (Stejneger, 1901)
- Odorrana jingdongensis Fei, Ye & Li, 2001
- Odorrana junlianensis Huang, Fei & Ye, 2001
- Odorrana khalam (Stuart, Orlov & Chan-ard, 2005)
- Odorrana kuangwuensis (Liu & Hu, 1966)
- Odorrana kweichowensis Li, Xu, Lv, Jiang, Wei, and Wang, 2018
- Odorrana leporipes (Werner, 1930)
- Odorrana lipuensis Mo, Chen, Wu, Zhang & Zhou, 2015
- Odorrana livida (Blyth, 1856)
- Odorrana lungshengensis (Liu & Hu, 1962)
- Odorrana macrotympana (Yang, 2008)
- Odorrana margaretae (Liu, 1950)
- Odorrana mawphlangensis (Pillai & Chanda, 1977)
- Odorrana monjerai (Matsui & Jaafar, 2006)
- Odorrana morafkai (Bain, Lathrop, Murphy, Orlov & Ho, 2003)
- Odorrana mutschmanni Pham, Nguyen, Le, Bonkowski, and Ziegler, 2016
- Odorrana nanjiangensis Fei, Ye, Xie & Jiang, 2007
- Odorrana narina (Stejneger, 1901)
- Odorrana nasica (Boulenger, 1903)
- Odorrana nasuta Li, Ye & Fei, 2001
- Odorrana orba (Stuart & Bain, 2005)
- Odorrana rotodora (Yang & Rao, 2008)
- Odorrana schmackeri (Boettger, 1892)
- Odorrana sinica (Ahl, 1927)
- Odorrana splendida Kuramoto, Satou, Oumi, Kurabayashi & Sumida, 2011
- Odorrana supranarina (Matsui, 1994)
- Odorrana swinhoana (Boulenger, 1903) - Grenouille de Swinhoe
- Odorrana tianmuii Chen, Zhou & Zheng, 2010
- Odorrana tiannanensis (Yang & Li, 1980)
- Odorrana tormota (Wu, 1977)
- Odorrana trankieni (Orlov, Le & Ho, 2003)
- Odorrana utsunomiyaorum (Matsui, 1994)
- Odorrana versabilis (Liu & Hu, 1962)
- Odorrana wuchuanensis (Xu, 1983)
- Odorrana yentuensis Tran, Orlov & Nguyen, 2008
- Odorrana yizhangensis Fei, Ye & Jiang, 2007
- Odorrana zhaoi Li, Lu & Rao, 2008
- Incertae Sedis :
  - Polypedates smaragdinus Blyth, 1852
  - Rana nebulosa Hallowell, 1861

## Publication originale
- Fei, Ye & Huang, 1990 : Key to Chinese Amphibians. Chongqing, China, Publishing House for Scientific and Technological Literature, p. 1-364.